# 楠光子
楠 光子（くすのき てるこ、1939年〔昭和14年〕9月3日 - ）は、日本の囲碁棋士。東京都出身、日本棋院所属、木谷實九段門下、八段。女流本因坊戦で3連覇、通算5期獲得など。杉内寿子、本田幸子の三姉妹の三女。旧名本田 輝子。2019年引退。

## 経歴
1956年初段。同年二段。1959年三段。1961年、姉の幸子、木谷禮子とともに日米親善囲碁使節として訪米、約2か月間滞在。1965年五段。1966年台湾訪問。1976年に日本棋院東京本院から中部総本部に移籍。
1979年第1期女流鶴聖戦決勝で伊藤友恵に1勝2敗で敗れ準優勝。1981年六段、女流鶴聖戦準優勝、19勝15敗1ジゴの成績で棋道賞女流賞受賞。1983年女流本因坊戦で挑戦者となり、姉の本田幸子に2-1で勝って初タイトル獲得。翌年は本田に奪還されるが、1985年に再獲得。同年女流鶴聖戦も決勝で本田を破り前年に続いて2連覇し、女流初の二冠王を達成する。賞金ランキングでも8位となり、棋道賞女流賞と敢闘賞を受賞。1984年七段、土川賞受賞。1986年に東京本院復帰。1987年から89年まで3期連続で小川誠子を破り、女流本因坊戦3連覇。1989年第1期女流名人戦リーグでは3-1で2位。2007年女流棋聖戦ベスト4。2012年、第41回大倉喜七郎賞を受賞。
女流棋戦以外では、1983年碁聖戦本戦出場、1985年NHK杯で今村俊也を破って2回戦進出、棋聖戦七段戦ベスト4、1989年新人王戦で女流初のベスト8などの実績がある。1986年日中スーパー囲碁では先鋒で出場した。

### タイトル歴
- 女流本因坊戦 5期（1983年、1985年、1987 - 1989年）
- 女流鶴聖戦 2期（1984 - 1985年）

### 他の棋歴
- 女流鶴聖戦 準優勝 1979年、1981年、1982年、1994年、1998年
- 女流名人戦 準優勝 1989年
- リコー杯ペア碁選手権戦優勝 2001年（依田紀基とペア）
- 日中スーパー囲碁
  - 1986年 0-1（×芮廼偉）
- 日中囲碁交流
  - 1988年 0-3（0-2 張璇、×梁偉棠）

### 受賞等
- 棋道賞 敢闘賞 1985年、女流賞 1981年、1984 - 1985年、女流特別賞 1983年
- 土川賞 1984年
- 第41回大倉喜七郎賞 2012年